# Xamfrà
|  | Per a altres significats, vegeu «Xamfrà (centre)». |

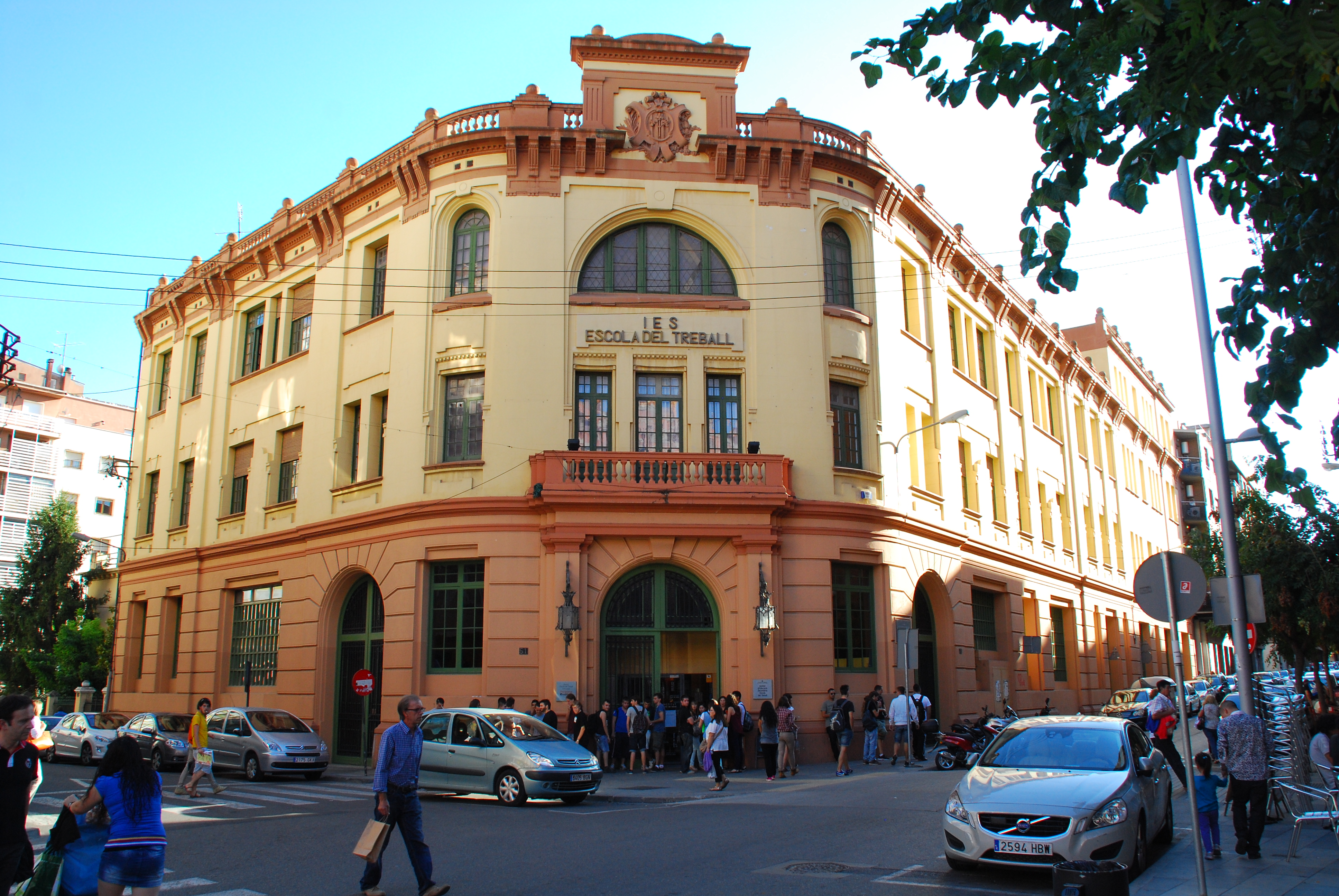
Escola del treball, a Lleida,on el xamfrà articula les façanes i permet que cadascuna tingui el seu acabament cantoner independent.

Un xamfrà és un recurs urbanístic que consisteix a unir amb una línia obliqua els costats de les illes en les seves cantonades, eliminant-ne aquestes, amb l'objectiu de millorar la circulació i ampliar les cruïlles, fet que provoca que les parcel·les situades en aquests llocs tinguin circumstàncies físiques especials. El xamfrà és un recurs propi dels eixamples a l'Estat espanyol, com els de Barcelona, la Corunya i Gijón. Destaca la teorització que en va fer Ildefons Cerdà en la seva Teoria General de la Urbanització.
També en urbanisme, el xamfrà és un recurs de modulació utilitzat al costat d'altres per variar la planimetria i crear diferents efectes acústics a les ciutats; la diversitat no existiria en carrers totalment homogenis de superfícies planes paral·leles.
Igualment, a escala edificatòria, el xamfrà és l'acte d'eliminar les cantonades amb un nou pla oblic als dos originals, perseguint-hi diferents objectius. Per exemple, les peces contemporànies de materials petris com el formigó, principalment escales i pilars, se solen aixamfranar per evitar el dany que les arestes en angle agut podrien produir a les persones pel seu frec o per caigudes eventuals. Per encofrar el formigó creant aquests xamfrans s'utilitzen unes peces anomenades albergínies.

## Història

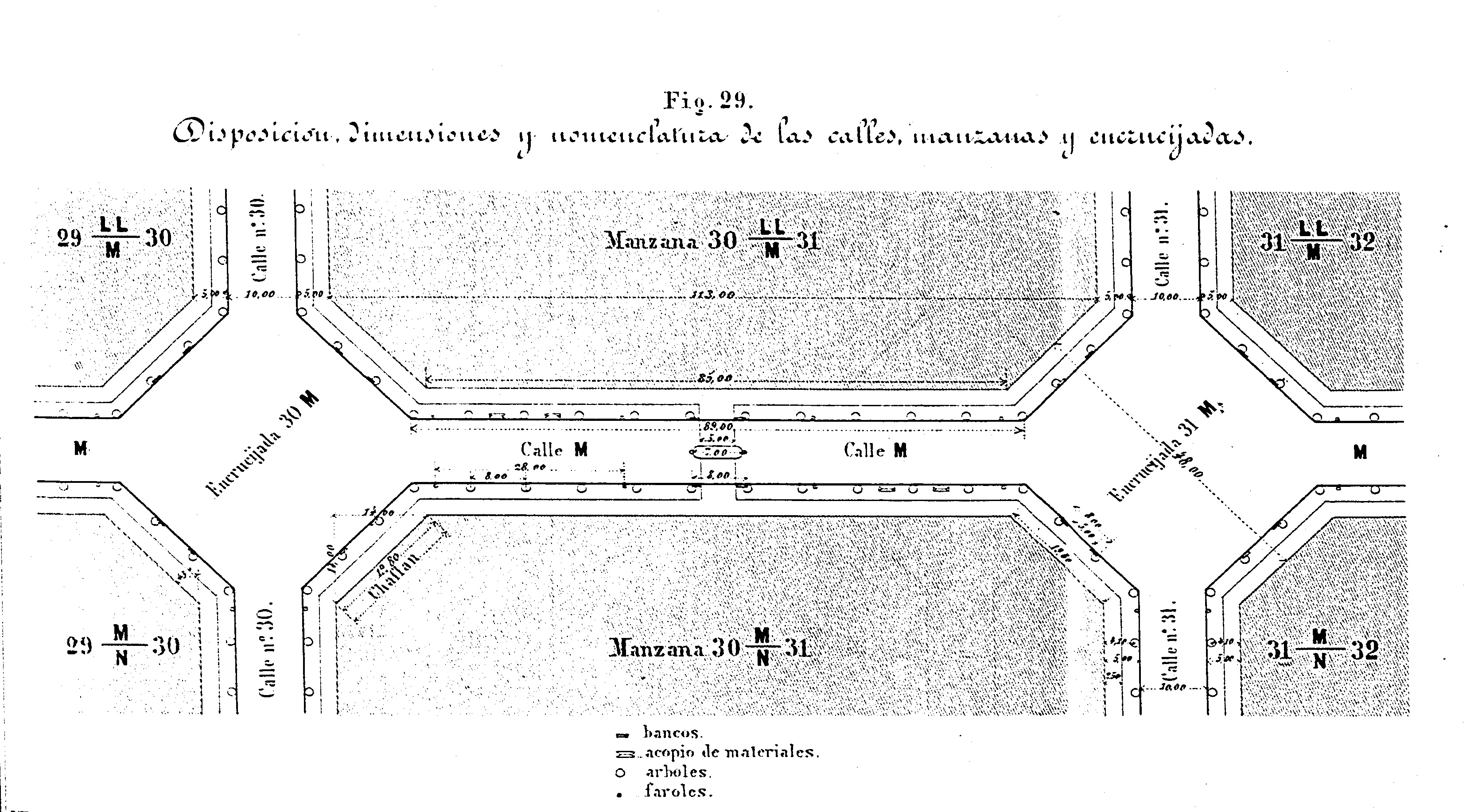
Pla Cerdà: aixamfranat de les cantonades a les illes.

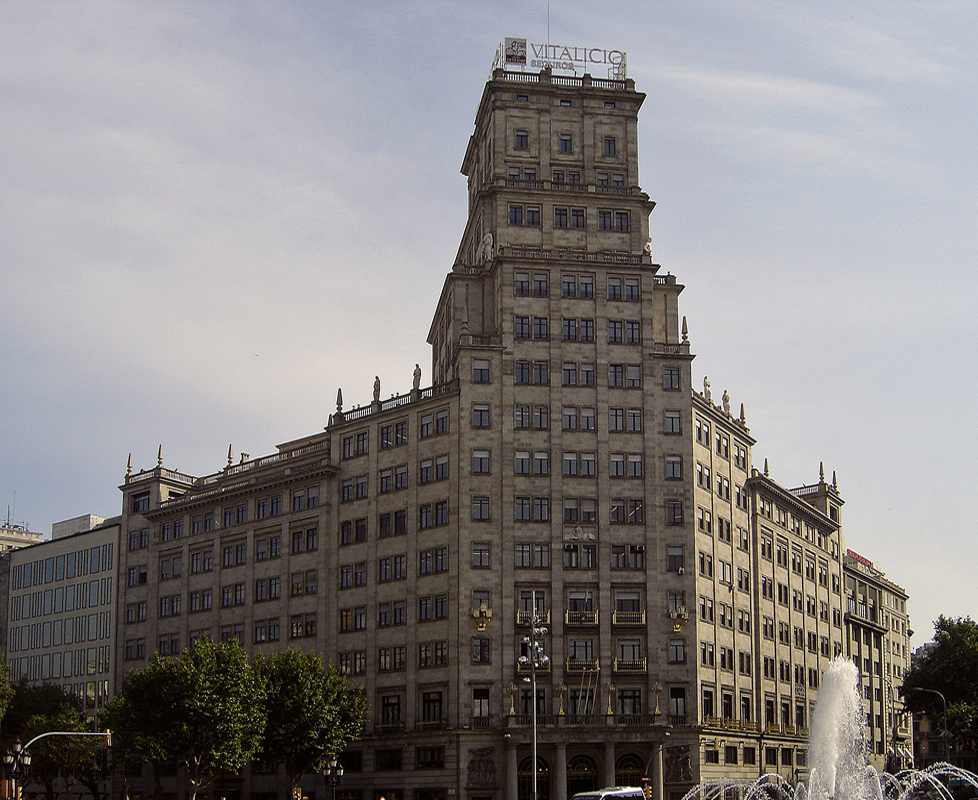
Edifici del Banc Vitalici a Barcelona, edificat sobre una parcel amb xamfrà.

El xamfrà és un recurs arquitectònic conegut des d'antic. El palau de Fondevilla (Galícia, 1660) és un exemple de com un xamfrà soluciona la unió de dues façanes; l'escut d'armes es va col·locar a sobre d'aquest, de manera que es pot apreciar des d'ambdues façanes. Aquesta característica dels xamfrans ha estat aprofitada en temps més recents; així, a l'edifici del Banc Vitalici de Barcelona (Lluís Bonet Garí, 1937 - 1946), se situa una torre o gratacels sobre el xamfrà, de manera que el xamfrà es pot apreciar des dels dos carrers que hi convergeixen.
La primera generalització de l'ús del xamfrà va ser usada per Ildefons Cerdà en el seu disseny planimètric per a Barcelona (1866), on els xamfrans són tan llargs com d'amples són els carrers convencionals (20 metres), per permetre el gir no pronunciat dels vehicles, ja que passen d'haver de girar en angle recte a fer-ho en obtús. El xamfrà va ser copiat per altres eixamples urbans espanyols, generalitzant-se a la península Ibèrica.
Els xamfrans també van ser presents a l'arquitectura rural franquista. Així, a Castella-la Manxa el fet de crear un xamfrà generava eixamplaments viaris que s'utilitzaven per posar-hi fonts i abeuradors.

## Problemàtica del xamfrà
Si bé el xamfrà pot ser un recurs urbanístic valuós en molts aspectes, genera un problema a nivell arquitectònic, atès que obliga a l'adaptació dels edificis a la forma del xamfrà, quan aquest ve imposat per la planificació, no podent generar cantonades a 90°. Això produeix la deformació planimètrica dels espais interiors per la forma exterior. Aquest problema pot ser utilitzat positivament per l'arquitecte, o pal·liar-ne els seus efectes i fins i tot eliminar-los. Exemple d'això últim és la casa Milà de Gaudí, on la façana corbada unifica les parcel·les que ocupen l'edifici, tant aquelles situades al xamfrà com les que no ho són, i a planta es genera una lògica geomètrica pròpia i independent del xamfrà. Altres exemples són les reculades i els vols successius de les façanes en xamfrà, que prenen formes ortogonals i afegeixen l'avantatge que encaren les finestres per captar una llum específica sense que aquestes es mirin entre si.